# يوشيو إينابا
يوشيو إينابا (باليابانية: 稲葉義男؛ بالكانا: いなば よしお) هو ممثل ياباني، ولد في 15 يوليو 1920 في ناريتا في اليابان، وتوفي في 20 أبريل 1998 في سوغينامي في اليابان بسبب نوبة قلبية.

## أعمال

### أفلام
- الساموراي السبعة (1954)
- هاراكيري (1962)

## وصلات خارجية
- يوشيو إينابا على موقع IMDb (الإنجليزية)
- يوشيو إينابا على موقع قاعدة بيانات الفيلم (الإنجليزية)